# Лејтон Бејнс
Лејтон Џон Бејнс (енгл. Leighton John Baines; 11. децембар 1984) бивши је енглески фудбалер који је играо на позицији левог бека.
Бејнс је каријеру започео у Вигану, а 2007. је прешао у Евертон. Играо је за репрезентацију Енглеске узраста до 21 године и за сениорски тим, представљао је Енлеску на Европском првенству 2012. и Светском првенству 2014. Каријеру је завршио 2020. године.